# Tachina subpilosa
Tachina subpilosa är en tvåvingeart som först beskrevs av Jean-Baptiste Robineau-Desvoidy 1830.  Tachina subpilosa ingår i släktet Tachina och familjen parasitflugor.
Artens utbredningsområde är Frankrike. Inga underarter finns listade i Catalogue of Life.